# Dev1ce
Nicolai Hvilshøj Reedtz, známý pod přezdívkou dev1ce (* 8. září 1995, Vejle), je dánský profesionální hráč videohry Counter-Strike: Global Offensive, který zastává roli AWPera v dánském týmu Astralis. Při svém prvním působení v Astralis se stal prvním (spolu se svými třemi tehdejšími spoluhráči), kdo vyhrál 4 majory v CS:GO. Je považován za jednoho z nejlepších hráčů všech dob, od roku 2014 hraje konzistentně na velmi vysoké individuální úrovni.[zdroj?]

## Raný život
Dev1ce se narodil 8. září 1995 ve městě Vejle, na jihu Dánska. Videohry začal hrát v pubertě se svým bratrem. V jeho osmnácti letech se připojil k týmu Fnatic, poté k Dignitas, Astralis a Ninjas in Pyjamas. V dánském týmu Astralis zažil své největší úspěchy, například čtyřikrát výhra Majoru a dvakrát nejlepší hráč Majoru. Pět let v řadě se umístil v žebříčku mezi dvaceti nejlepšími hráči roku v CS:GO. Dne 27. října 2022 se vrátil do týmu Astralis na základě víceleté smlouvy.